# 대구청소년비행예방센터
대구청소년비행예방센터 또는 대구청소년꿈키움센터는 지역사회 청소년의 비행을 예방하고 이들의 건전한 성장을 도모하기 위하여 설립된 대한민국 법무부 대구소년원 소속기관으로 대구청소년비행예방센터장(5급)은 보호사무관으로 보한다. 대구광역시 동구 동촌로1 동대구우체국 4층에 위치하고 있다.

## 연혁
- 2012년 6월 12일 대구청소년비행예방센터 개소[1]